# Château de Sars-la-Bruyère

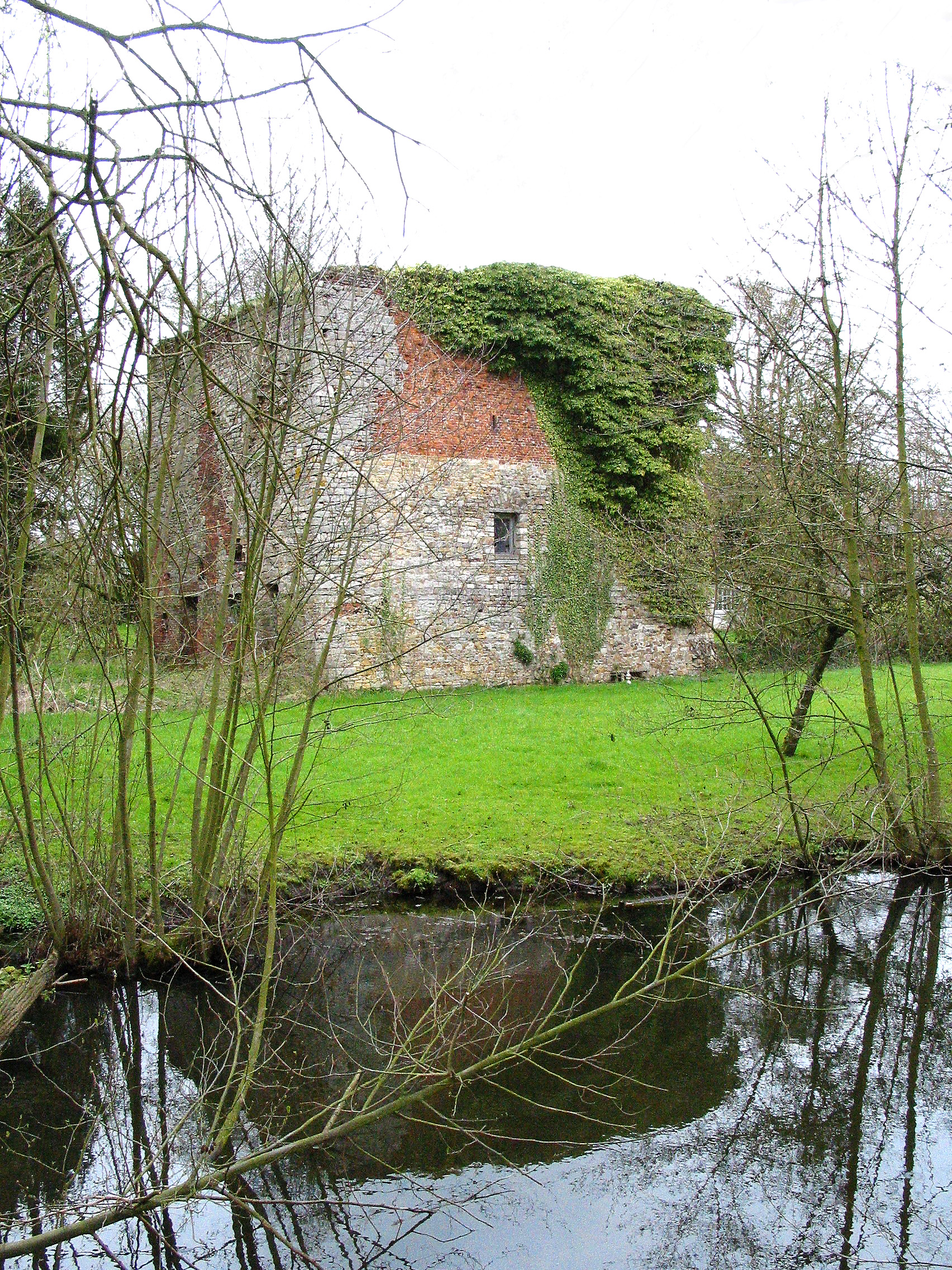
Le donjon.

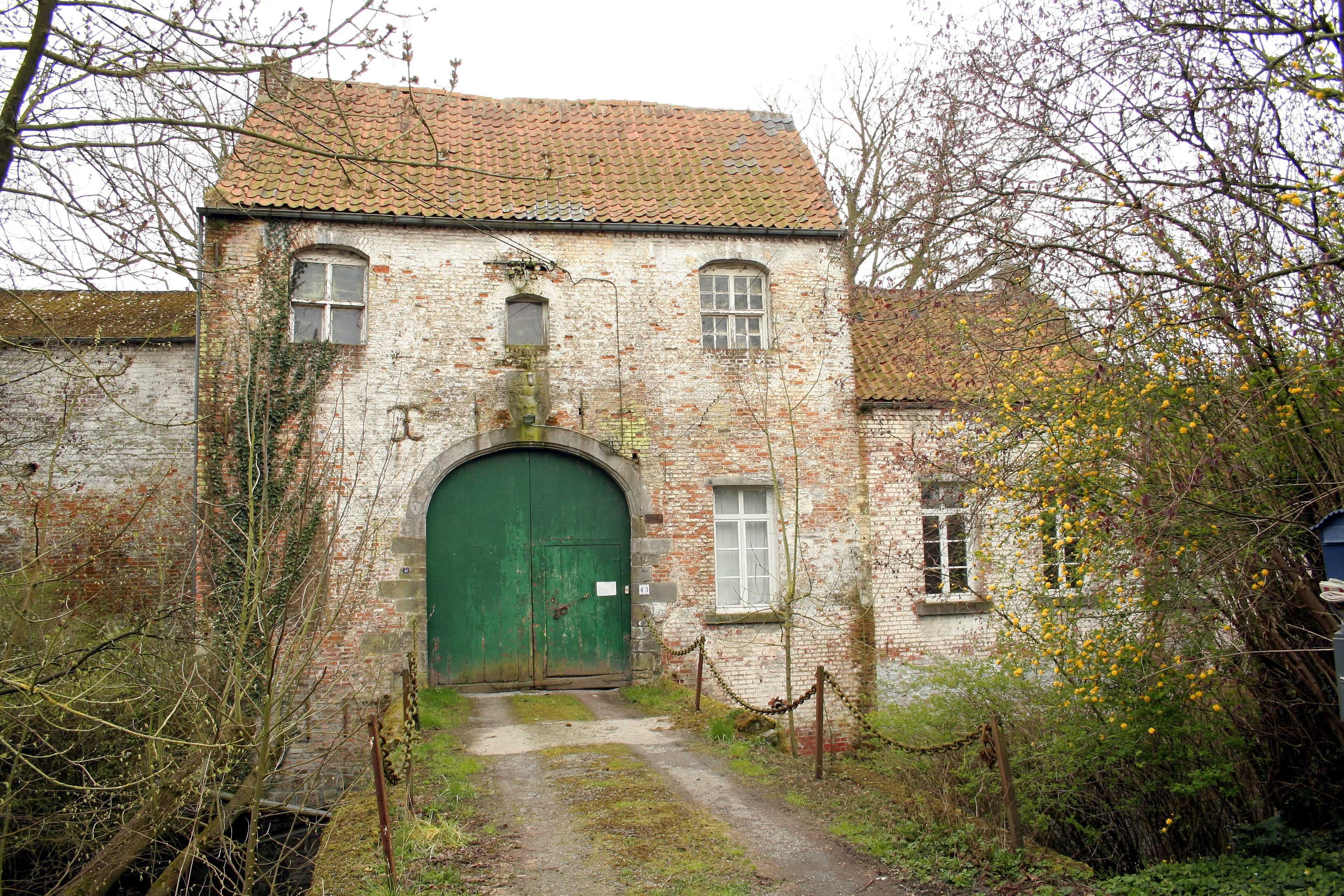
La partie reconstruite.

Le château de Sars-la-Bruyère, aussi connu sous le nom de château-ferme de la Poterie, est un château-ferme situé à Sars-la-Bruyère, dans la commune de Frameries, dans la province de Hainaut, en Belgique.
Les ruines du donjon de style roman datent du XIIIe siècle, mais le reste du château a été reconstruit aux XVIIIe et XIXe siècles.